# Новогвинейский горный голубь
Новогвинейский горный голубь (лат. Gymnophaps albertisii) — вид птиц семейства голубиных (Columbidae). Он встречается на Новой Гвинее, на островах Антрекасто и архипелаге Бисмарка, а также на островной группе Бачан, относящейся к Молуккам. Селится в девственных и горных лесах и низменностях. Длина тела составляет 33—36 см, а средняя масса 259 г. Взрослые самцы имеют сланцево-серую верхнюю часть тела, каштаново-бордовые горло и живот, беловатую грудь и бледно-серую полосу на конце хвоста. Область вокруг глаз и уздечка ярко-красные. Самки похожи, но имеют сероватую грудь и серые края перьев на горле.
Новогвинейский горный голубь плодояден, питается инжиром и костянками. Размножение происходит с октября по март в регионе хребта Шредера, но может происходить круглогодично по всему ареалу. Он строит гнезда из палочек и веток на дереве или делает наземное гнездо в низкой сухой траве и откладывает одно яйцо. Этот вид очень социален и обычно может быть замечен в стаях по 10-40 особей, хотя в некоторых группах может быть до 80 особей. Он занесен Международным союзом охраны природы (МСОП) в Красную книгу как вызывающий наименьшее беспокойство из-за его большого ареала распространения и отсутствия значительного сокращения популяции.

## Классификация и подвиды
Новогвинейский горный голубь был описан как Gymnophaps albertisii итальянским зоологом Томмазо Сальвадори в 1874 году на основании особей из Андаи, Новая Гвинея. Это типовой вид рода Gymnophaps, созданного специально для него. Название рода Gymnophaps происходит от др.-греч. γυμνος, что означает «голый», и др.-греч. φαψ, что означает «голубь». Видовое название albertisii дано в честь Луиджи Д’Альбертиса, итальянского ботаника и зоолога, работавшего в Ост-Индии и Новой Гвинее.
Новогвинейский горный голубь является одним из четырех видов рода Gymnophaps, который встречается в Меланезии и на Молуккских островах. Он образует надвид с другими видами из своего рода. В своем семействе род Gymnophaps является сестринской группой родаLopholaimus, и вместе они образуют кладу сестринскую к Hemiphaga.
Выделяют два подвида:
- G. a. albertisii Salvadori, 1874: номинативный подвид, встречается на Япене, в Новой Британии, Новой Ирландии, на островах Фергюссон, Гуденаф и в горах Новой Гвинеи.[7][8]
- G. a. exsul (Hartert, 1903)[9]. Встречается на островах Бакан. Особи крупнее и темнее, чем у номинативного подвида, а голова полностью синего цвета, без каштаново-бордовых подбородков, горла и ушей самца номинативного подвида[4][8].

## Описание

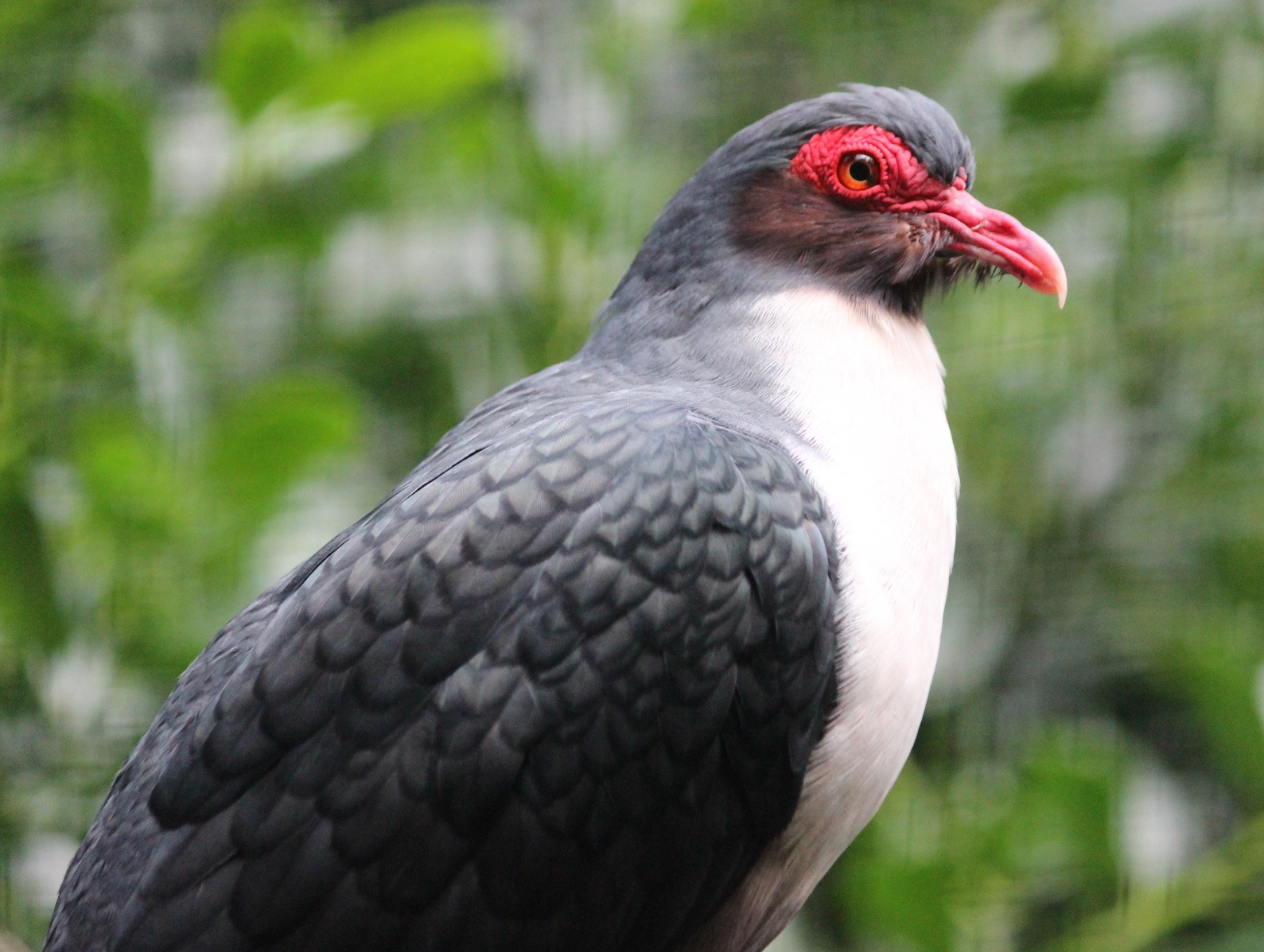
Особь в Вальсроде

Новогвинейский горный голубь имеет средний размер 33-36 см. и средний вес 259 г. Он имеет стройный вид с длинными крыльями и хвостом. Взрослые самцы имеют сланцево-серую верхнюю часть тела, каштаново-бордовые горло и живот, беловатую грудь и бледно-серую полосу на конце хвоста. Ноги имеют цвет от пурпурно-красного до розовато-красного. У самок может быть сероватая грудь и серые края перьев на горле. Молодые особи более тусклые, с тускло-коричневой или серой грудью, бледно-рыжим низом и каштановым лбом.

### Голос
Новогвинейский горный голубь обычно молчит, но во время сезона размножения издает приглушенное, низкое, невнятное «ву-у-у-у-у-у-у м» или «вуум». Он также издает мягкие посвистывания.

## Распространение и среда обитания
Основным ареалом новогвинейского горного голубя являются обширные территории Новой Гвинеи — как в индонезийской, так и в папуасской части этого острова. Кроме того, птица встречается на принадлежащих Папуа-Новой Гвинее островах Антрекасто и архипелаге Бисмарка, а также на небольшой островной группе Бачан, относящемся к индонезийским Молуккам.
Встречается в основном в девственных лесах на холмах и в горах, но иногда посещает близлежащие низменности, а также в некоторых районах может встречаться в областях вплоть до уровня моря. Номинативный подвид в основном встречается на высоте над уровнем моря, но exsul встречается в горных лесах на высоте 1,5 км над уровнем моря.
Новогвинейский горный голубь считается частично мигрирующим: большие стаи на хребте Шредера спускаются вниз, чтобы посетить буковые леса в сезон дождей с октября по март. Он также перемещается на более низкие высоты для поиска пищи.

## Поведение
Новогвинейский горный голубь — очень социальный вид, встречающийся в стаях, которые обычно состоят из 10-40 птиц, а иногда могут насчитывать до 80 особей. Он также реже встречается поодиночке или парами. Особи обычно ночуют на больших высотах, а утром стаями спускаются на более низкие высоты. Покидая насест, стаи летят чуть выше верхушек деревьев, но поднимаются выше при пересечении низменностей, иногда летая достаточно высоко и едва заметны невооруженным глазом.

### Питание

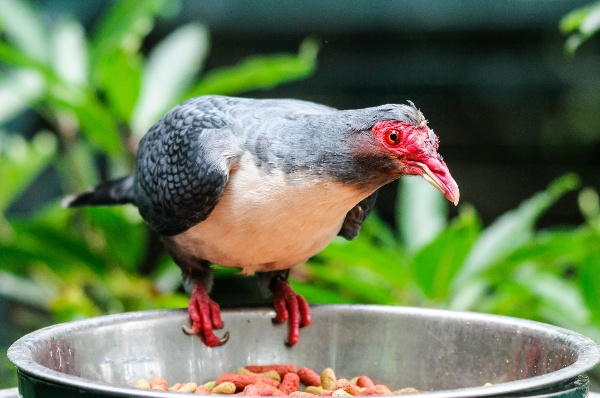
Кормление Новогвинейских горных голубей

Новогвинейский горный голубь является плодоядным и питается фруктами, такими как инжир и костянки Planchonella, Ascarina philippinensis и Cryptocarpa tessalata. Также было замечено, что он питается плодами Elmerrillia tsiampaca и может быть важным распространителем семян этого вида. Этот вид предпочитает плоды с более крупными семенами, причем лавровые составляют важную часть его рациона, и они могут перелетать на большие расстояния в сезон плодоношения определенных растений. Поиск пищи происходит в кронах деревьев, и было также замечено, что этот вид пьет из придорожных луж За ними также была замечена Геофагия (поедание почвы).

### Размножение
Брачные церемонии самцов Новогвинейских горных голубей наблюдались с июля по декабрь, а также в апреле. Брачный танец выглядит следующим образом: один или два самца, вступая в контакт с самкой, на открытом месте с видом на крутой обрыв, начинают демонстрировать брачный танец: один самец прыгает и ныряет вниз, затем внезапно поднимается над пологом леса и быстро машет крыльями. Затем самец останавливается на вершине этого подъема и снова ныряет вниз, прежде чем вернуться на свое место. Это периодически повторяется, и оба самца по очереди демонстрируют эти трюки самке. Брачные танцы были зарегистрированы только ранним утром и ближе к вечеру.

### Паразиты и хищники
Исследование 2021 года, посвященное изучению особей Новогвинейского горного голубя на наличие гусиных клещей, не обнаружило ни одной зараженной особи. Однако в Новой Гвинее на этом виде паразитирует перьевая вошь Columbicola galei. Возможным хищником может выступать Hieraaetus weiskei.